# 양키우에 (칠레)
양키우에(스페인어: Llanquihue)는 칠레 로스라고스 주 양키우에 현의 코무나이다.